# Mike Teunissen
Mike Teunissen (né le 25 août 1992 à Ysselsteyn) est un coureur cycliste néerlandais. Dans les catégories de jeune, il est spécialisé dans le cyclo-cross, discipline où il a été champion du monde espoirs en 2013. Passé professionnel sur route en 2015, il devient un spécialiste des classiques avec une bonne pointe de vitesse. Il a notamment remporté la 1ère étape du Tour de France 2019, où il parvient à garder le maillot jaune les deux premiers jours, avant de le céder à Julian Alaphilippe (vainqueur de la 3ème étape).

## Biographie

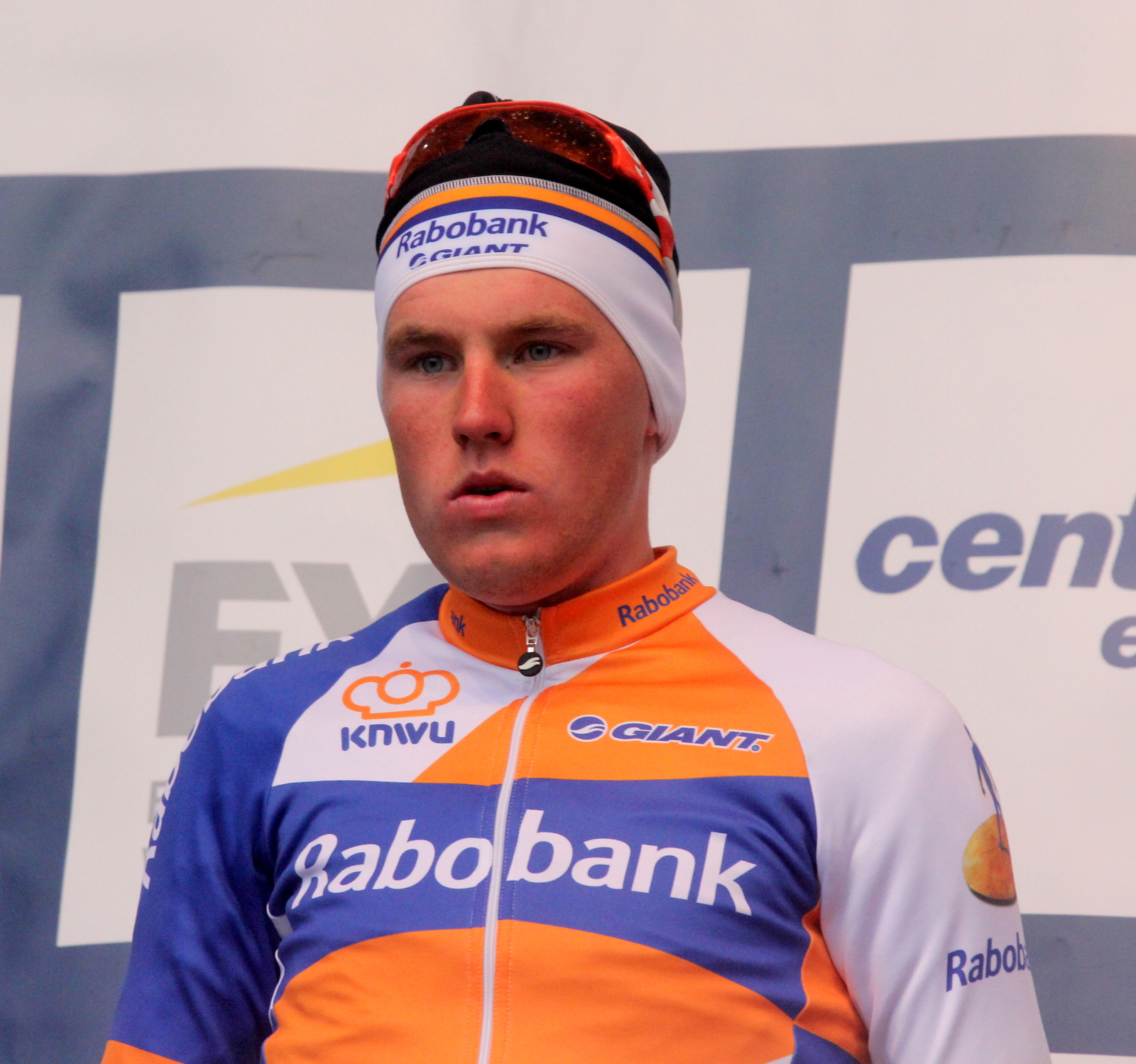
Mike Teunissen lors du Tour des Fjords 2013.

### Débuts cyclistes et carrière amateur
En 2010, Mike Teunissen intègre l'équipe Rabobank-Giant Off-Road, la section cyclo-cross de l'équipe Rabobank. 
En janvier 2011, il est vice-champion du monde espoirs de cyclo-cross, derrière son coéquipier Lars van der Haar. Durant la saison 2011-2012, il est deuxième de la Coupe du monde espoirs et du championnat d'Europe espoirs, à nouveau derrière Lars van der Haar. 
Pendant la saison suivante, il décroche cette fois les titres de champion du monde et champion d'Europe de cyclo-cross espoirs. Souhaitant devenir professionnel sur route, il est plus présent sur ce type de course en 2013. 
En 2014, il remporte notamment Paris-Roubaix espoirs, la Baronie Breda Classic, Paris-Tours espoirs, et prend la deuxième place du championnat des Pays-Bas du contre-la-montre espoirs.

### Carrière professionnelle
Mike Teunissen devient professionnel en 2015 dans l'équipe néerlandaise Lotto NL-Jumbo, qui l'engage pour deux ans. Il fait ses débuts avec cette équipe fin-février, lors de Kuurne-Bruxelles-Kuurne. En août, il prend la deuxième place de la RideLondon-Surrey Classic, puis remporte le prologue du Tour de l'Ain. Il se classe 104e du Tour d'Espagne, son premier grand tour.
En 2016, il est notamment deuxième du Stadsprijs Geraardsbergen. Au mois de septembre, il s'engage avec la formation Sunweb. En 2017, il participe à son premier Tour de France, où il est 129e. En 2018, il termine deuxième derrière Yves Lampaert de la semi-classique À travers les Flandres, puis onzième de Paris-Roubaix. Aux championnats néerlandais, il termine cinquième de la course en ligne. 
En 2019, il fait son retour dans l'équipe Jumbo-Visma qui cherche à se renforcer sur les classiques. Teunissen se classe notamment septième de Paris-Roubaix et dixième des Trois Jours de Bruges-La Panne. En mai, il remporte deux étapes et le classement général des Quatre Jours de Dunkerque. Il est sélectionné par son équipe pour participer au Tour de France comme poisson pilote de Dylan Groenewegen. À Bruxelles, lors de la première étape du Tour de France, après la chute de son leader Dylan Groenewegen à 1 500 m de la ligne d'arrivée, il saisit sa chance et remporte à la surprise générale le sprint final en faux-plat en coiffant sur la ligne le favori Peter Sagan. Il revêt alors le premier maillot jaune de l'épreuve qui célèbre le centenaire de celui-ci. Il succède à Erik Breukink, dernier Néerlandais à porter le maillot jaune en 1989. Le lendemain, il le conserve grâce à la victoire de son équipe sur le contre-la-montre par équipes. Il cède son maillot jaune à Julian Alaphilippe lors de la troisième étape, où il perd près de cinq minutes. Fin juillet, il est sélectionné pour représenter son pays aux championnats d'Europe de cyclisme sur route et termine à la dix-huitième place de la course en ligne. En août, il termine sixième du classement général du BinckBank Tour.
Pour la saison 2023, Mike Teunissen rejoint la formation Intermarché Wanty-Gobert Matériaux.
Sa préparation de la saison 2024 est perturbée par une fracture à une clavicule survenue à la suite d'une chute lors d'un entraînement en novembre 2023. Il quitte la formation belge en fin d’année.

## Palmarès sur route et classements mondiaux

### Palmarès
| - 2009 - 2e de la Flèche du Brabant flamand - 2010 - 2ea étape de Liège-La Gleize (contre-la-montre par équipes) - 2012 - 1re étape du Tour de Namur - Ronde van Midden-Brabant - KOGA Slag om Norg - 2e du Tour de Namur - 2013 - Hel van Voerendaal - Baronie Breda Classic - 2e de l'Arno Wallaard Memorial - 2e du championnat des Pays-Bas sur route espoirs - 2014 - Paris-Roubaix espoirs - Baronie Breda Classic - Paris-Tours espoirs - 2e du championnat des Pays-Bas du contre-la-montre espoirs - 3e de l'Omloop der Kempen - 3e des Boucles de la Mayenne - 2015 - Prologue du Tour de l'Ain - Grand Prix Raf Jonckheere - 2e de la RideLondon-Surrey Classic - 2016 - 2e du Stadsprijs Geraardsbergen - 2018 - 2e d'À travers les Flandres | - 2019 - Quatre Jours de Dunkerque : - Classement général - 5e et 6e étapes - Classement général du ZLM Tour - 1re et 2e (contre-la-montre par équipes) étapes du Tour de France - 5e de la EuroEyes Cyclassics - 6e du BinckBank Tour - 7e de Paris-Roubaix - 10e des Trois Jours de Bruges-La Panne - 2020 - 6e du Circuit Het Nieuwsblad - 8e du BinckBank Tour - 2021 - 3e du Tour du Danemark - 3e du Tour de Norvège - 8e d'Eschborn-Francfort - 10e du Benelux Tour - 2022 - 1re étape du Tour d'Espagne (contre-la-montre par équipes) - 2023 - 1re étape du Tour de Norvège - 3e étape du Renewi Tour - 5e du championnat d'Europe sur route - 5e du Renewi Tour - 2024 - 2e du Tour de Louvain-Mémorial Jef Scherens - 8e de la Cyclassics Hamburg - 2025 - 10e de l'E3 Saxo Bank Classic |  |

### Résultats sur les grands tours

#### Tour de France
6 participations
- 2017 : 129e

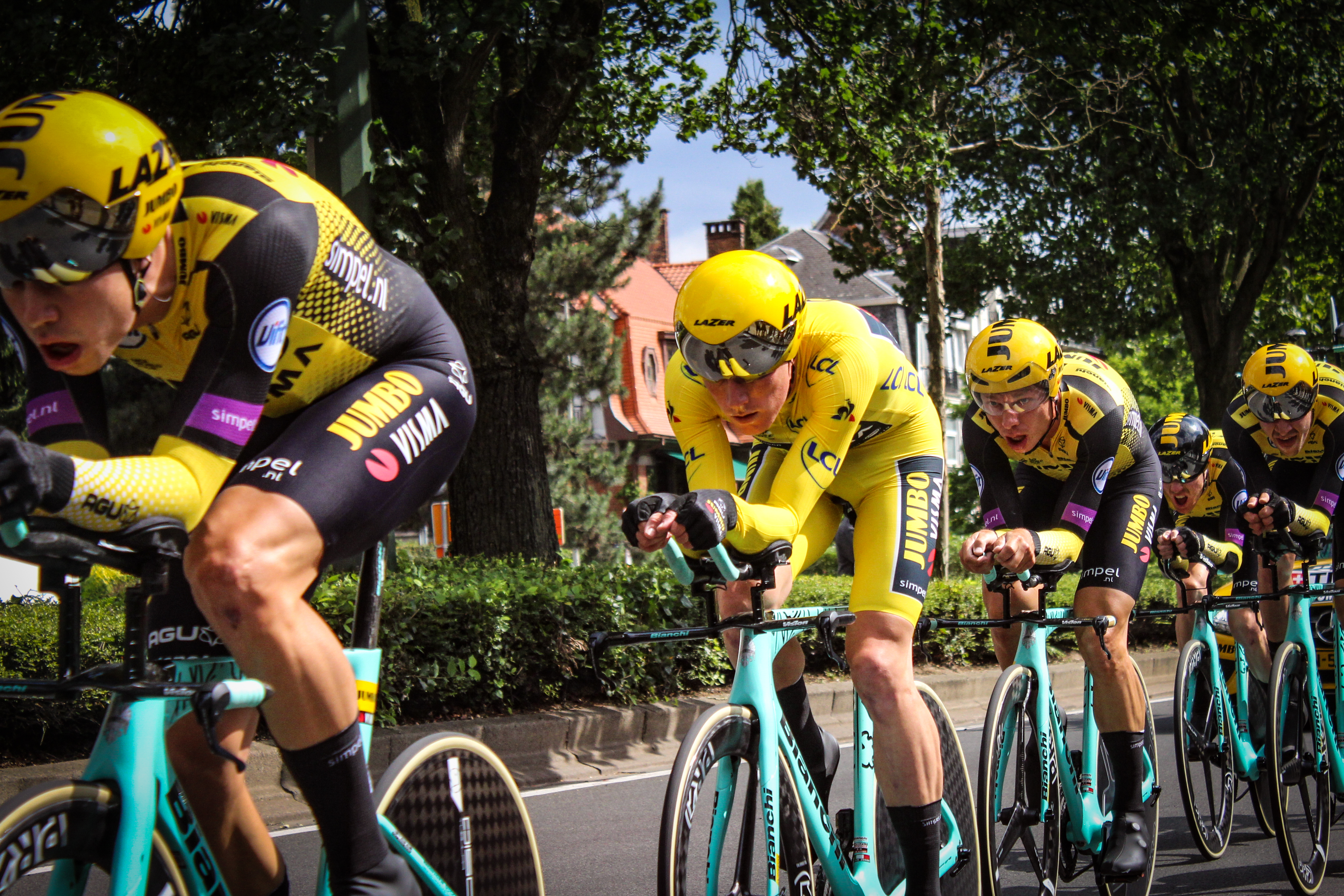
Mike Teunissen porte le maillot jaune pendant 2 jours au Tour de France 2019 (ici : la deuxième étape, contre-la-montre par équipes à Bruxelles)

- 2019 : 101e, vainqueur des 1re et 2e (contre la montre par équipe) étapes,  maillot jaune pendant 2 jours
- 2021 : 76e
- 2023 : 103e
- 2024 : 93e
- 2025 : 80e

#### Tour d'Espagne
3 participations
- 2015 : 104e
- 2018 : 109e
- 2022 : 91e, vainqueur de la 1re étape (contre-la-montre par équipes),  maillot rouge pendant 1 jour

### Classements mondiaux
| Année                                 | 2012 | 2013 | 2014 | 2015 | 2016 | 2017 | 2018 | 2019 | 2020 | 2021 | 2022 | 2023 | 2024 |
| ------------------------------------- | ---- | ---- | ---- | ---- | ---- | ---- | ---- | ---- | ---- | ---- | ---- | ---- | ---- |
| UCI World Tour                        |      |      |      | nc   | nc   | 175e | 88e  |      |      |      |      |      |      |
| Classement mondial                    |      |      |      |      | 690e | 481e | 155e | 26e  | 157e | 130e | 284e | 118e | 152e |
| UCI Europe Tour                       | 663e | 110e | 28e  |      | 643e | 700e | 699e | 20e  | 129e | 111e | 228e | 95e  | 123e |
| UCI America Tour                      | nc   | nc   | nc   |      | 508e | nc   | nc   |      |      |      |      |      |      |
|                                       |      |      |      |      |      |      |      |      |      |      |      |      |      |
| Légende : nc = non classéSource : UCI |      |      |      |      |      |      |      |      |      |      |      |      |      |

## Palmarès en cyclo-cross
| - 2007-2008 - Champion des Pays-Bas de cyclo-cross cadets - 2009-2010 - Superprestige juniors #6, Diegem - 3e du championnat des Pays-Bas de cyclo-cross juniors - 4e du championnat d'Europe de cyclo-cross juniors - 6e de la Coupe du monde juniors - 2010-2011 - Médaillé d'argent au championnat du monde de cyclo-cross espoirs - 2e du championnat des Pays-Bas de cyclo-cross espoirs - 2011-2012 - Superprestige espoirs #3, Hamme-Zogge - 2e de la Coupe du monde espoirs - Médaillé d'argent au championnat d'Europe de cyclo-cross espoirs - 7e du championnat du monde de cyclo-cross espoirs | - 2012-2013 - Champion du monde de cyclo-cross espoirs - Champion d'Europe de cyclo-cross espoirs - Coupe du monde espoirs #1, Tábor - Superprestige espoirs #1, Ruddervoorde - Superprestige espoirs #6, Diegem - 3e du championnat des Pays-Bas espoirs - 5e de la Coupe du monde espoirs - 2013-2014 - Superprestige espoirs #2, Zonhoven - 3e du championnat des Pays-Bas espoirs |  |

## Palmarès en VTT
- 2018
  -  Médaillé d'argent du championnat d'Europe de beachrace